# Christian Peintinger
Christian Peintinger (* 14. April 1967 in Leoben) ist ein ehemaliger österreichischer Fußballspieler und nunmehriger -trainer.

## Karriere

### Als Spieler
Peintinger begann seine Karriere beim SK Sturm Graz. Nachdem er zunächst für die Amateure gespielt hatte, debütierte er im März 1987 in der 1. Division, als er am 24. Spieltag der Saison 1986/87 gegen den LASK in der 38. Minute für Franz Feirer eingewechselt wurde. Am darauffolgenden Spieltag stand er gegen den SK VOEST Linz erstmals in der Startelf und erzielte beim 3:1-Sieg der Grazer auch seinen ersten Treffer in der höchsten österreichischen Spielklasse. Bis Saisonende kam er zu zwölf Einsätzen für Sturm in der 1. Division.
Zur Saison 1987/88 wechselte er zum Ligakonkurrenten FC Swarovski Tirol. Für die Tiroler kam er in jener Saison zu insgesamt 19 Einsätzen in der 1. Division, in denen er ein Tor erzielte. Nach einem Jahr bei Swarovski Tirol wechselte Peintinger zur Saison 1988/89 zum LASK. Mit dem LASK erreichte er bis zur Winterpause nur den letzten Tabellenrang und man musste somit nach der Winterpause im „Mittleren Playoff“ um den Klassenerhalt spielen. Als Fünfter misslang dies aber und Peintinger musste mit den Oberösterreichern in die 2. Division absteigen.
Daraufhin wechselte er zur Saison 1989/90 zum ebenfalls zweitklassigen DSV Alpine. Mit den Leobnern erreichte er in jener Saison zunächst als Tabellenvierter das Mittlere Playoff und in diesem schließlich ebenfalls mit dem vierten Platz den Aufstieg in die 1. Division. Nach zwei Jahren in der 1. Division, in denen Peintinger 49 Spiele für den DSV absolvierte, in denen er ein Tor erzielte, musste er 1992 mit dem Verein als Tabellenletzter ins Mittlere Playoff und verfehlte dort mit dem Verein als Sechster den Klassenerhalt.
Nach dem Abstieg wechselte er zur Saison 1992/93 zum Zweitligisten LUV Graz. Für die Grazer absolvierte er in jener Saison 33 Zweitligaspiele, in denen er drei Tore erzielte. Zu Saisonende musste er mit dem Verein als Letzter der 2. Division jedoch in die Landesliga absteigen. Daraufhin schloss er sich im Sommer 1993 dem Zweitligisten SV Oberwart an. In seinen zwei Jahren im Burgenland absolvierte er 48 Spiele in der 2. Division und erzielte dabei sieben Tore.
Zur Saison 1995/96 wechselte er zum Regionalligisten Wolfsberger AC. Nach einem halben Jahr in Kärnten kehrte er im Jänner 1996 zum Ligakonkurrenten LUV Graz zurück. Zu Saisonende musste er mit LUV Graz allerdings aus der Regionalliga absteigen. Nach einem halben Jahr in Graz wechselte er im Sommer 1996 zum fünftklassigen SC Kalsdorf. Im Jänner 2000 wechselte er zum SV Gössendorf. Nach einem Jahr bei Gössendorf kehrte er im Jänner 2001 zum SC Kalsdorf zurück. 2005 beendete er seine Karriere als Aktiver.

### Als Trainer
Als Spielertrainer war Peintinger zunächst bei Gössendorf aktiv. Ab der Saison 2001/02 fungierte Peintinger neben seiner Tätigkeit als Spieler auch als Cheftrainer des SC Kalsdorf, den er zu Saisonende in die Landesliga führte. 2004 konnte er mit dem Verein auch in die drittklassige Regionalliga aufsteigen. Während der laufenden Saison 2004/05 wurde Peintinger durch Roland Frumen als Trainer ersetzt.
Zur Saison 2005/06 übernahm er das Training der U-19-Mannschaft des Bundesligisten SK Sturm Graz, bei dem er einst auch als Spieler aktiv gewesen war. Zur Saison 2006/07 wurde er Trainer der drittklassigen Amateure von Sturm. In der Winterpause jener Saison wurde er, nachdem sich Sturm II auf dem 14. Platz und somit auf einem Abstiegsplatz befand, durch Hannes Reinmayr ersetzt. Ab der Saison 2007/08 fungierte Peintinger als Co-Trainer von Reinmayr bei den Amateuren von Sturm. Nach Reinmayrs Wechsel zum SK Austria Kärnten übernahm Peintinger wieder den Cheftrainerposten. Nach drei Jahren trat er nach der Saison 2010/11 als Trainer zurück, da Sturm II den Trainerposten zu einem Vollzeitberuf gemacht hatte und Peintinger sich für seinen Hauptberuf bei der WKO entschied. Zudem konnte er sich mit Sturm finanziell nicht einigen.
Daraufhin wurde er zur Saison 2011/12 wieder Trainer beim inzwischen nur noch viertklassigen SC Kalsdorf. In seiner ersten Saison bei Kalsdorf konnte er den Verein jedoch zum Meistertitel in der Landesliga Steiermark führen und somit wie bereits 2004 mit dem Verein in die Regionalliga aufsteigen. In dieser platzierte man sich in den folgenden Saisonen unter Peintinger stets unter den besten zehn Vereinen, die beste Saisonplatzierung erreichte man 2012/13 mit dem vierten Platz.
Im September 2015 verließ er Kalsdorf und wurde Co-Trainer von Adi Hütter beim Schweizer Erstligisten BSC Young Boys. Für den Wechsel in die Schweiz gab er seinen Beruf bei der WKO auf. In der Saison 2017/18 konnte er mit dem Hauptstadtklub Schweizer Meister werden. Zur Saison 2018/19 wechselte er gemeinsam mit Hütter nach Deutschland und wurde dort Co-Trainer beim Bundesligisten Eintracht Frankfurt. Im März 2019 vertrat er den gesperrten Hütter als Cheftrainer im Achtelfinalrückspiel der Europa League gegen Inter Mailand, welches man mit 1:0 gewann.
Zur Saison 2021/22 schloss er sich gemeinsam mit seinen Arbeitskollegen Adi Hütter und Armin Reutershahn Borussia Mönchengladbach an.
Im März 2022 vertrat er in den Bundesligapartien gegen Hertha BSC und den VfL Bochum den erkrankten Hütter erneut als Cheftrainer. Die Borussia gewann das Spiel gegen Hertha BSC mit 2:0. Die folgende Begegnung beim VfL Bochum wurde in der 70. Minute beim Stand von 2:0 für Mönchengladbach abgebrochen, nachdem Linienrichter Christian Gittelmann mit einem gefüllten Bierbecher von der Bochumer Tribüne aus beworfen und von ihm am Hinterkopf getroffen worden war. Das DFL-Schiedsgericht bestätigte daraufhin das 2:0 für Mönchengladbach. Nach der Saison trennte sich der Verein einvernehmlich von Hütter und seinen Co-Trainern.

## Persönliches
Sein Vater Walter (* 1945) war wie auch Christian Peintinger als Bundesligaspieler für den SK Sturm Graz aktiv.